# 貴族之家

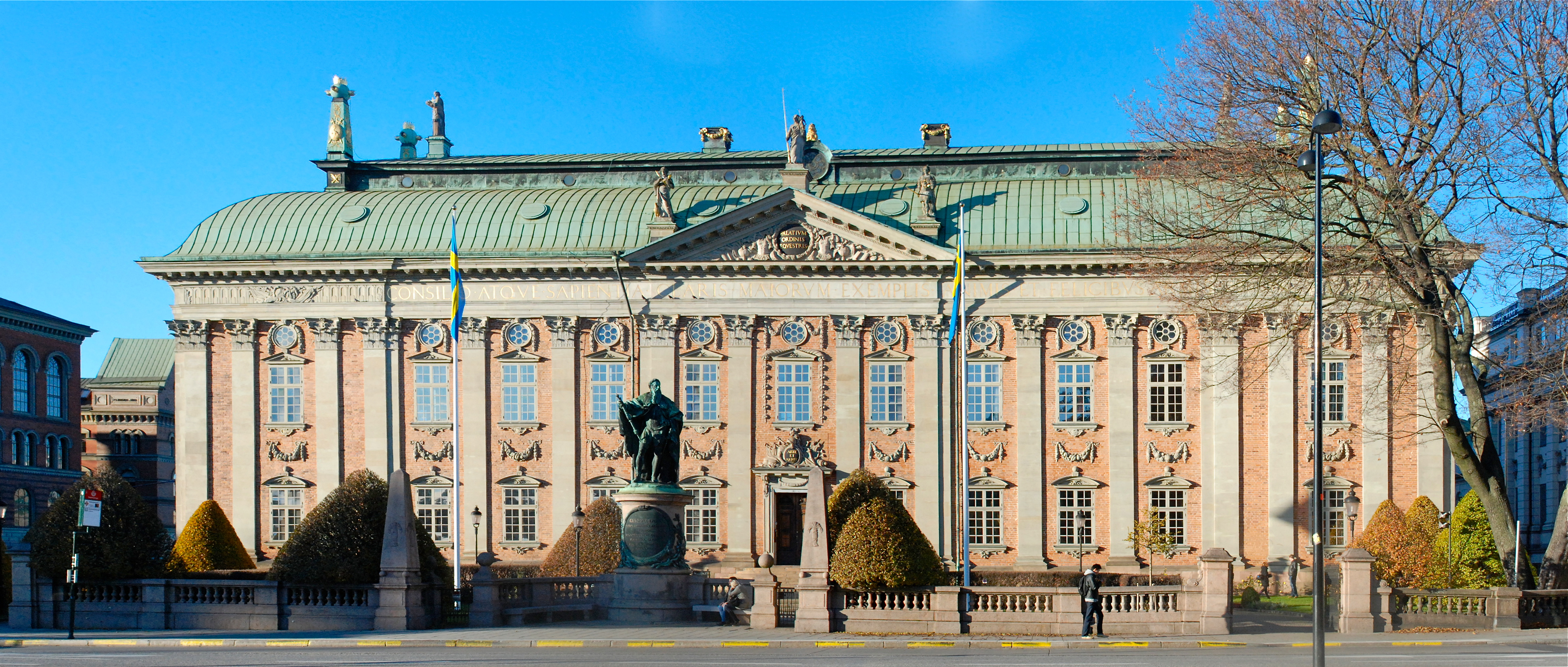

貴族之家（瑞典語：Riddarhuset）是位於瑞典斯德哥爾摩的一座建築，由瑞典貴族負責維護。在17世紀至19世紀時期，貴族之家是瑞典貴族院的辦公場所。18世紀時期，貴族之家經常舉辦公益音樂會。1866年，新議會取代舊議會之後，貴族之家曾成為由瑞典政府監管的半官方機構。2003年之後，瑞典之家成為私人機構，目地是保持古老的傳統和文化。貴族之家的建築在1660年年竣工。
59°19′33″N 18°03′55″E / 59.32583°N 18.06528°E